# Natuurreservaat Mpofu
Het natuurreservaat Mpofu is een natuurreservaat in Zuid-Afrika en ligt enige kilometers westelijk van de weg door de vallei van de Katrivier, zo'n 20 km ten noorden van Fort Beaufort in de provincie Oost-Kaap. Enige dieren die er goed waar te nemen zijn:
- Witte neushoorn
- Knobbelzwijn
- Giraffe
- Waterbok
- Impala
- Springbok
- Rietbok
- Waterbok
- Witstaartgnoe
- Hartebeest
- Struisvogel
- Blesbok
- Zebra

Het park is niet erg groot maar het is zeker de moeite van een bezoek waard. Het is afwisselend bosveld, struweel met veel doringbomen (Acacia sp.) en hoger gelegen zuurveld met open weideachtige stukken, waar men soms tussen de kuddes antilopen in rijdt. Er zijn ook uitzichtpunten met een schitterende blik over het Katberg gebergte en de vallei van de Katrivier. Beide delen hebben een andere fauna (en flora). Even buiten het park bevinden zich op een steile rand van de Katberg de resten van Fort Fordyce. Dit is een van de vele forten die in de tijd van de Xhosa-oorlogen door de Britse kolonisator gebouwd is om het gebied onder controle te krijgen. Hoewel in Mpofu zelf de auto niet verlaten mag worden, is het beboste Fort Fordyce gebied voor wandelaars toegankelijk. Die moeten niet schrikken wanneer ze opeens oog in oog met een bok of zebra komen te staan. Echt gevaarlijk groot wild is er echter niet.